# 2011년 의회 선거제 및 선거구법
2011년 의회선거제 및 선거구법 (Parliamentary Voting System and Constituencies Act 2011, c. 1)은 영국 의회에서 통과된 법률이다. 2010년 7월 22일 하원에서 발의되었고 제3차 독회까지 거쳐 11월 2일 찬성 321표, 반대 264표로 통과되었다. 이후 2011년 2월 14일에는 수정과 함께 귀족원을 통과했고, 수정안에 대한 양원의 타협이 이뤄진 뒤인 2월 16일 국왕의 재가를 받았다.
의회선거제 선거구법은 보수당-자유민주당 연합의 헌법상 목적을 두가지 마련했는데, 다음과 같다.
- 자유민주당은 다수대표제 선거를 대체할 것을 오랫동안 지지해 왔다.[3] 본 법이 발의된 결과, 선호투표제를 영국 의회에 도입할 것인지에 관한 2011년 선호투표제 국민투표가 열리게 되었다.
- 총선 전 양 연합 정당은 성명서를 통해 국회의원의 수를 650석에서 줄이길 원한다고 밝혔다. 보수당의 목표치는 585석,[4] 자유민주당의 목표치는 500석이었으며, 본 법은 차후의 선거구 수를 600개로 설정해 놓았다. 또한 법은 보수당이 기존의 잉글랜드 지역구와 비교해서 과잉된 스코틀랜드와 웨일스 지역구 내 의원수의 감축 이행을 목표로 삼았다.[5][6] 이후 2013년 선거등록 관리법이 선거구 수 변경 이행을 2020년 총선까지 확대, 연기시켰다.

## 법 개요

### 제1장 – 의회 선거의 투표 제도
제1장은 제1조부터 9조까지로 이루어져 있다. 제1조는 질문이 투표자들에게 영어와 웨일스어로 주어져야 한다고 규정한다. 제4조는 2011년 영국 지방선거, 2011년 스코틀랜드 총선, 2011년 웨일스 총선, 2011년 북아일랜드 총선 혹은 그 이후의 투표일과, 그 투표의 여론조사일이 같은 날에 잡혀져야 한다는 국민투표 날짜와 관련된 준비를 규정한다. 제9조는 투표가 '찬성'으로 나올 시 1983년 국민대표법에 대한 개정을 규정한다.

### 제2장 – 의회 선거구
제 2장은 제 10조부터 제 13조까지로 구성되어 있으며, 영국 선거구의 수와 구획 및 그 검토의 변화를 시행하는 부칙 2를 비롯한 1986년 의회 선거구법을 개정해 놓았다. 선거구 관련 변동은 다음과 같다.
- 하원의 선거구 수를 650구에서 600구로 감축한다.
- 각 선거구가 잉글랜드, 웨일스, 스코틀랜드, 북아일랜드 내에 완전히 있음을 명시한다. (기존의 선거구들은 모두 이 요건을 이미 충족함)
- 거의 모든 선거구의 유권자 수를 전국 평균 5% 이내에 들 것을 요구한다.
- 이 유권자 수 요건은 지역의 지리적, 정치적 구획 고려를 무시한다. 단 다음과 같은 몇 가지 예외사항만을 둔다.
  - 오크니 셰틀랜드와 너헬라넌어니어르 (웨스턴아일스) 선거구는 그대로 유지한다.
  - 와이트 섬에는 두 개의 선거구를 둔다. (현존하는 선거구에서 하나를 더 추가함)
  - 선거구의 면적이 12,000 km2 이상이라면 유권자 수를 전국 평균치보다 5% 이하로 둘 수 있다. (현재 이에 해당되는 선거구는 하일랜드에 있는 로스 스카이 러카버 선거구가 유일하다.)
- 선거구의 면적은 13,000 km2를 넘을 수 없다.
- 영국의 네 구획위원회는 2013년 10월 1일 이전과 그 이후부터 5년이 지난 해의 10월 1일 이전에 선거구 검토를 한다.
- 잉글랜드 구획위원회는 그 과정에서 유럽 의회 선거에 사용할 지역 구획을 고려할 수 있다.
- 웨스트민스터 선거구와 웨일스 의회 선거구 간의 연계는 폐지한다. 정부는 2015년 웨일스 의회 선거 시의 웨일스 의회 선거구에 대한 차후 준비를 제안할 의도가 있다.
- 구획위원회의 결정에 대한 의견을 듣기 위하여 이전의 "지역심의"를 "공청회"로 대체한다.
- 대중의 의견을 서면으로 제출하는 대중 협의 기간은 4주에서 12주로 연장한다.

### 조항의 의회 처리
이 법안은 구획위원회가 2014년까지 제 6차 웨스트민스터 선거구 정례검토에 착수할 것을 지시했는데, 정례검토에는 영국의 네 구성국 간의 현저한 의석 재분배와 거주 유권자 수에 따라 선거구 크기를 거의 동등화하는 것이 포함될 예정이었다. 이에 따라 구획위원회는 선거구 수를 600구로 감축하고 선거구가 기준 규모보다 ±5%를 넘지 않을 것을 권고한 지시와 함께, 선거구 구획의 전반적인 검토를 시작했다. 하지만 2012년 8월, 닉 클레그 자유민주당 대표는 귀족원 개혁을 수행하지 못한 정부에 대한 대응으로 자유민주당은 새 선거구 구획 완성을 반대할 것이라고 발표했다. 2013년 1월 캐머런 내각은 전 과정을 실질적으로 끝낸 일정표에 대한 표결에서 지고 말았다. 구획위원회는 2013년 10월 1일까지 보고서를 작성할 것을 요청받았으나 2013년 1월 31일에 검토 취소를 선언했다.

### 부칙
- 부칙 1은 국민투표를 다룬다. 이 조항은 선거관리위원, 개표위원, 선거위원회, 국민투표 결과 선언의 역할 및 책임과 관련한 정보와 설명을 담는다.
- 부칙 2는 투표용지 도안, 투표소 제공, 개표 환경, 투표함 도안을 비롯한 국민투표의 행정 및 군수적 수칙을 개요한다.
- 부칙 3은 대리 투표와 부재 투표에 관한 수칙을 다룬다.
- 부칙 4는 국민투표 유세와 투표일 전면과 관련하여 기존의 국민대표법과 선거관리법을 개정하거나 호소한다.
- 부칙 5에서 8까지는 국민투표와 지역/양도 의회 선거를 병행하는 방법을 규정한다.
- 부칙 9는 국민투표 유세 기간 동안의 자금과 융자, 허용된 금융 거래와 관련한 규정을 세운다.
- 부칙 10은 영국이 대체 투표제를 채택할 경우 투표일 운영과 관련한 규정을 다룬다.
- 부칙 11은 그에 따른 개정과 폐지를 개요한다.

본 법은 선거구 검토를 이끌어낼 책임이 있는 여러 구획위원회의 구조와 독립성을 바꾸지 않는다.

### 시행
본 법의 대다수 조항들은 제 19조에 따라 국왕의 재가로 발효된다. 하지만 대체 투표 조항은 제 8조에 의해 국민투표에서 '반대'를 지지한 표보다 '찬성'을 지지한 표가 더 많이 던져지거나, 추밀명령이 만들어져 있는 새 선거구를 시행할 시에만 발효될 수 있다. 어쨌든 국민투표는 압도적인 반대로 결과가 나왔고, 대체 투표 조항은 2011년 7월 8일 폐지됐다.

## 일정표
법안을 고려하는 초기 일정표는 절차 개시에 맞춰 설정됐다.
- 2010년 9월 6일 - 하원: 2차 독회
- 2010년 10월 12일 ~ 25일 - 하원: 위원회 단계 (양원 위원회가 법안의 조항 하나씩 논의, 수정, 대안 마련)
- 2010년 11월 1일 ~ 2일 - 하원: 보고 단계
- 2010년 11월 2일 - 귀족원: 3차 독회
- 2010년 11월 15일 ~ 16일 - 귀족원: 2차 독회
- 2010년 11월 30일 - 귀족원: 위원회 단계
- 2011년 2월 - 귀족원 단계 마무리 및 국왕 재가

법안은 일정표에 따라 하원을 통과했다. 귀족원 내 위원회 단계는 2010년 11월 30일 시작되었고, 위원회 단계 토론회 둘째날에는 대체투표제 국민투표일을 2011년 5월 4일에서 바꾸도록 하는 개정안 (루커 경 의원 제출)이 찬성 199표에 반대 195표로 통과되면서 정부가 패배했다.
노동당 의원들은 선거구 관련 법안 조항들이 결국 '게리맨더링'과 같다고 주장하며 반대했고, 정부가 법안을 둘로 분리시켜 투표제 국민투표 관련 장이 신속히 통과될 수 있게 하라고 촉구했다. 캐머런 수상은 법안의 두 부분을 분리시켜야 한다는 요청을 일축했다.
1월 중순이 되자 정부는 예정된 국민투표가 5월에 치러지도록 하려면 2월 16일까지 법안이 제정되어야 하는데 귀족원 위원회에서 법안을 8일간 심사하려고 있다며, 걸리는 기간에 대해서 우려를 표명했다. 다음주에 잡힌 귀족원 회기 4일 중 3일은 법안을 대비해 따로 마련되었고, 수상 대변인은 상원이 밤새동안 개회할 수도 있게 되자 약간은 긴 날들이 될 수 있다고 논평했다. 스트래스클라이드 경 귀족원 의장은 법안에 대해 "노동당 귀족들이 시간을 끌고 있고", 의사 진행을 방해하고 있다고 불평했다. 스트래스클라이드 경이 토론회에 단두대 운동을 도입하는 것을 고려하고 있다는 보도가 나오기도 했다. 이런 움직임은 귀족원에서는 전례가 없었던 일이다.
1월 17일 위원회의 법안 심사가 오후 3시 10분에 시작됐다. 귀족원은 저녁에 한시간 동안 식사시간을 가진 뒤, 오후 11시 38분 단 한 차례의 수정만으로 토론회를 끝마쳤다. 트레프건 경은 두번째 개정 토론을 끝마치며, 통과된 "문제가 이제야 주어지는" 토론 종결 조치를 취했다. 이 조치는 그간 드물게 취해졌던 조치였다. 오전 12시 14분, 3시 31분, 9시 1분에 노동당이 상원 회의를 휴회시키려는 시도가 있었으나 저지됐고, 회기는 1월 18일 오후 12시 52분까지 계속됐다. 보수자민연합은 귀족들이 밤새 이어지는 회기 동안 계속 출석해 있도록 다과를 제공하고, 줄리안 펠로스, 서배스천 코와 같은 유명 귀족 인사들이 연설하도록 주선했다. 의회 임원들은 위원회실 두 곳을 임시변통으로 남성과 여성 귀족들을 위한 공동 침실로 바꿔놓았다. 전체 회기 동안 여덟 개의 수정안만이 토론 대상에 올랐다.
중립 의원 의장인 드수자 남작은 단두대 토론에 대한 어떠한 시도에도 강하게 반대할 것임을 분명히 했고, 1월 말에는 스트래스클라이드 경이 (노동당과 정규 경로를 통해 논의한 뒤) 정부가 교착 상태의 토론을 타개하기 위하여 "일괄 양보"를 할 것이라고 선언했다. 17일간의 토론이 이뤄진 뒤인 2월 2일 위원회 단계가 끝이 났다.
귀족원의 법안 보고 단계는 2011년 2월 7일, 8일, 9일에 걸쳐 이뤄졌고, 3차 독회를 한 뒤 수정안과 함께 2월 14일 하원에 법안이 다시 넘겨졌다.

## 반응과 분석
2010년 10월에는 하원 정치 선거구 개혁특별위원회가 법안에 대해 보도했다.